# La Lucarne
Pour les articles homonymes, voir Lucarne (homonymie).
La Lucarne est le troisième roman de Jean Meckert publié en 1945 dans la collection Blanche des Éditions Gallimard.

## Édition
- 1945 : collection Blanche, Éditions Gallimard[1]

## Sources
- Polar revue trimestrielle no 16, octobre 1995